# ماهی مرکب دم‌کل
ماهی مرکب دُم‌کَل نوعی جانور آبزی است.
این جانور از ردهٔ سرپایان است و از بستگان نزدیک ماهی مرکب (سرپاور) به شمار می‌آید. صفت دم‌کل (دم‌کوتاه) در نام این جانور به کوتاه بودن انتهای آن نسبت به دیگر جانوران مشابه اشاره دارد.
سرپاورهای دم‌کل هشت بازوی مکنده و دو شاخک دارند و اندازه‌شان معمولاًکوچک است. انواع سرپاورهای دُم‌کَل با هم راستهٔ سپیولیدا (Sepiolida) را تشکیل می‌دهند.